# 瓦羅斯區
11°24′24″S 76°34′31″W / 11.4067°S 76.5754°W
瓦羅斯區（西班牙語：Distrito de Huaros），是秘魯的一個區，位於該國中南部利馬大區的坎塔省，始建於1944年12月30日，面積333.5平方公里，海拔高度3,583米，2005年人口887，人口密度每平方公里2.7人。